# Litoestratigrafia

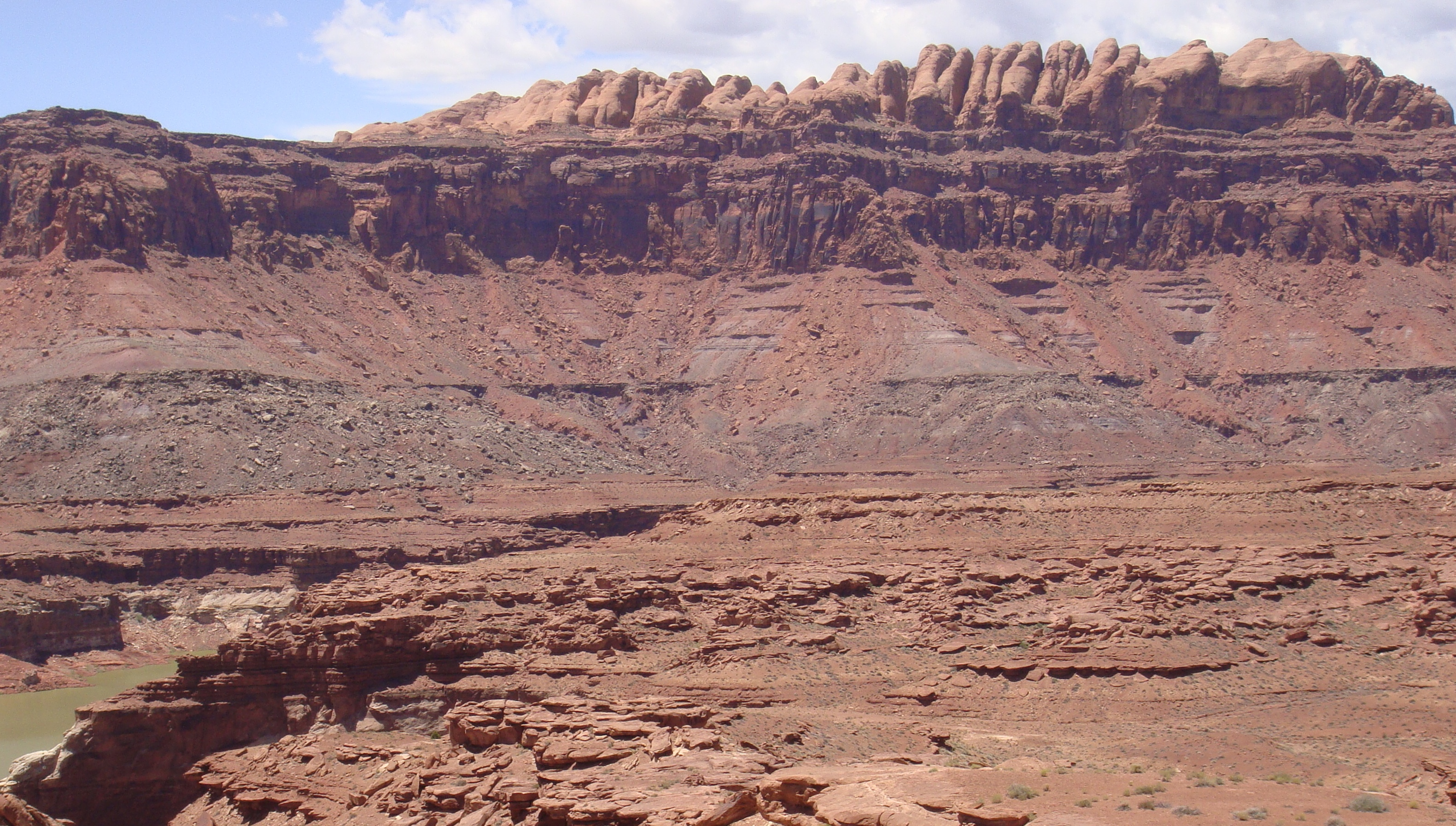
La litoestratigrafia del Permià fins al Juràssic a l'altiplà de Colorado al sud-est d'Utah.

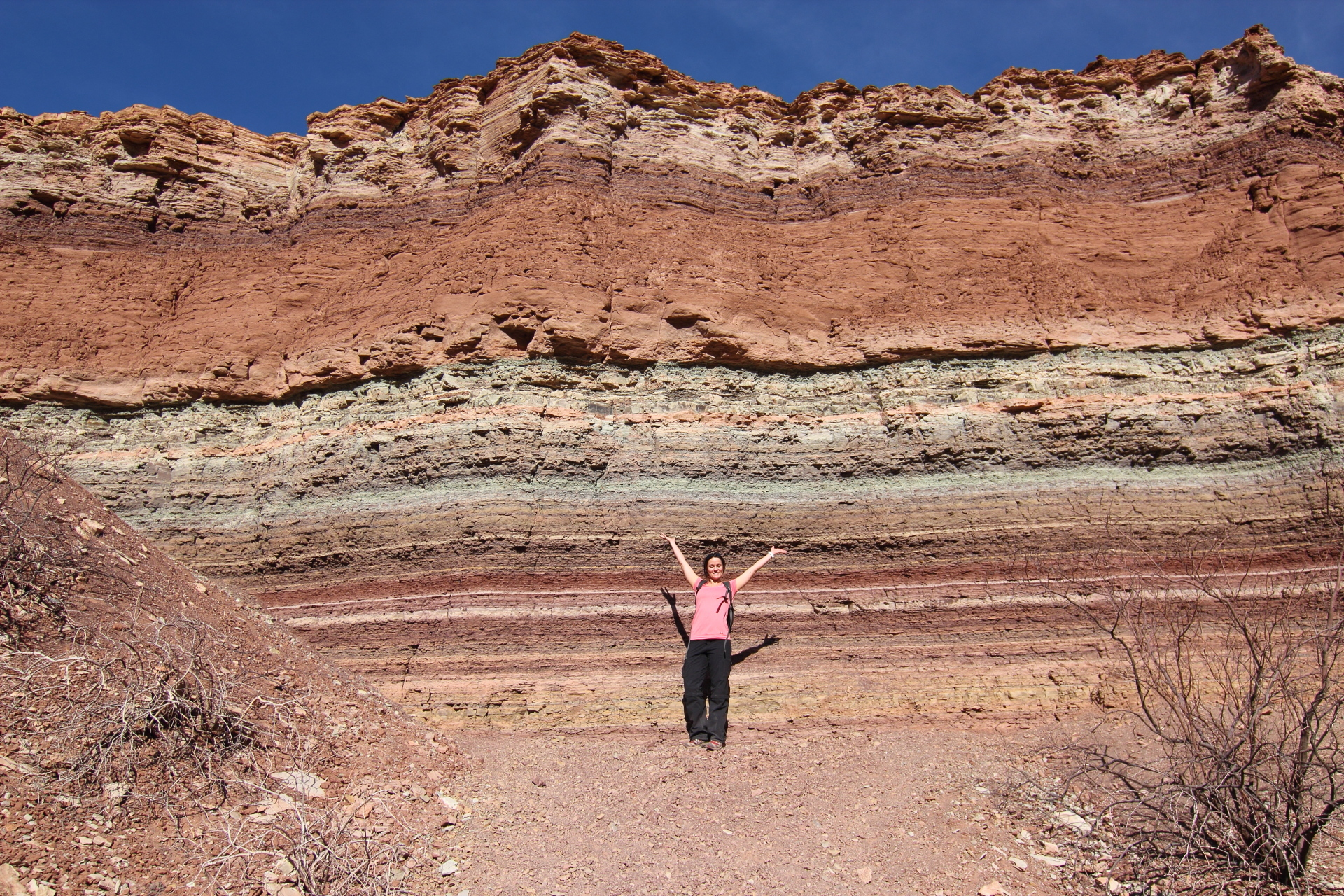
Estrats a Salta (Argentina)

La litoestratigrafia és una subdisciplina de l'estratigrafia que és la ciència geològica associada amb l'estudi dels estrats o capes de roques. Els principals enfocaments són en la geocronologia, la geologia comparada i la petrologia. En general un estrat serà principalment igni o sedimentari segons com es va formar la roca.
Les capes sedimentàries es disposen per deposició dels sediments associats amb processos de meteorització, matèria orgànica en descomposició (biogènics) o per precipitació química. Aquestes capes es poden diferenciar pel fet de tenir molts fòssils i són importants per l'estudi de la bioestratigrafia. Les capes ígnies poden ser plutòniques o vulcàniques i generalment no presenten fòssils i representen intrusions més modernes dins les antigues.

## Tipus d'unitats litoestratigràfiques
Una unitat litoestratigràfica, d'acord amb la llei de superposició, tindrà les roques més joves per sobre de les roques més antigues. El principi de la continuïtat lateral estableix que un conjunt de jaciments s'estén i es pot traçar sobre una gran zona.
Les unitats litoestratigràfiques es reconeixen i defineixen sobre la base de les característiques observables de les roques. Les descripcions dels estrats basades en la seva aparença física defineixen les fàcies. Les unitats litoestratigràfiques es defineixen només per les característiques lítiques i no per la seva edat.
Estratotipus: són roques accessibles que contenen característiques clares en una unitat litoestratogràfica particular.
Litosoma: Masses de roca de característiques essencialment uniformes i que tenen relacions d'intercanvi amb masses adjacents de diferent litologia: per exemple el litosoma de pedra calcària i el litosoma de pissarra.
La unitat fonamental litoestratigràfica és la formació estratigràfica. La formació és una unitat estratigràfica litològicament diferent que és prou grossa per a ser cartografiada i amb traçabilitat.
La jerarquia dels termes són: Supergrup – Grup – Formació – Membre - Jaciment (en anglès:Bed/Bed sets)